# طلوع خورشید

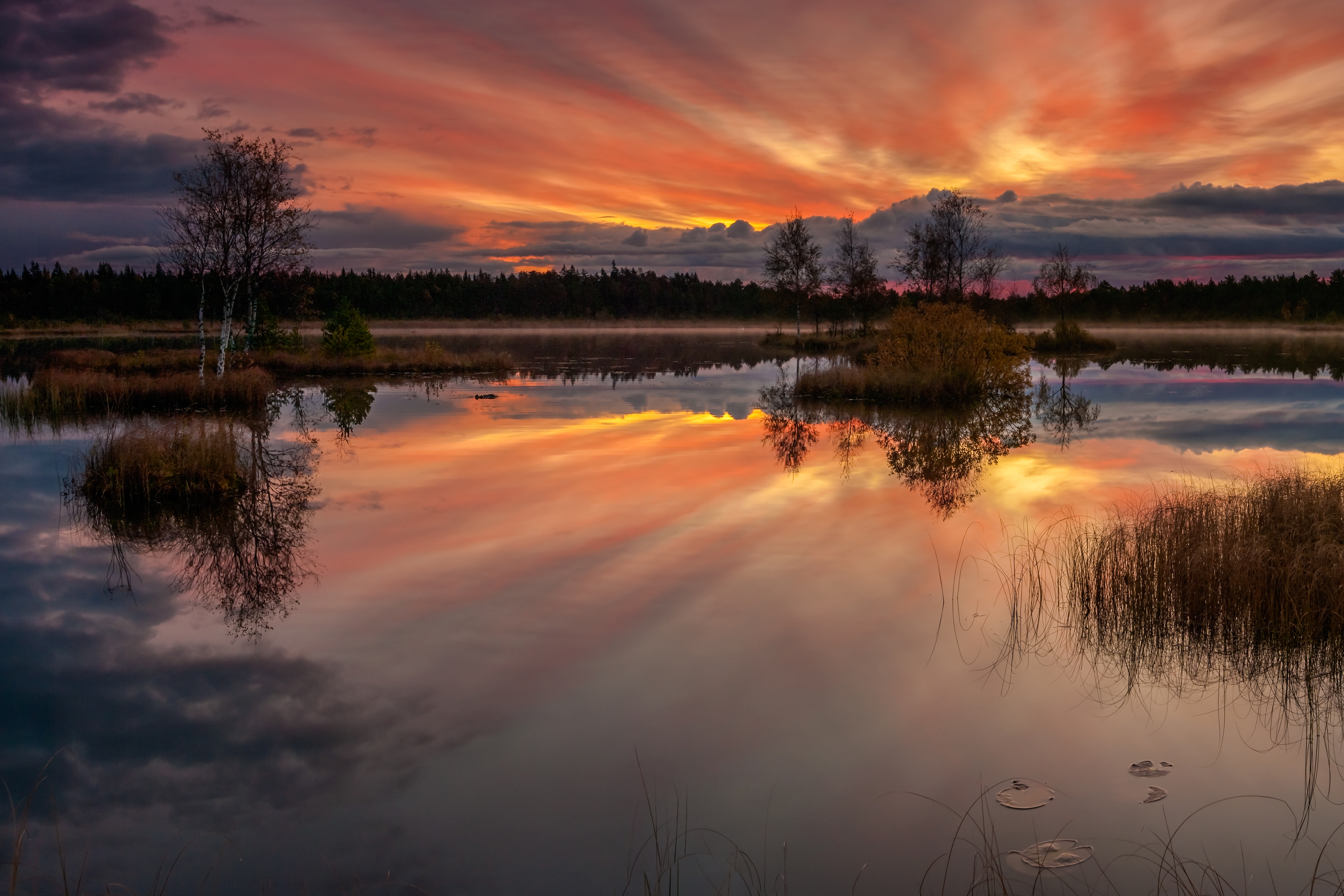
طلوع خورشید در دریاچه لانما در منطقه حفاظت شده اورکجاو در شمال کشور استونی. در این تصویر، نور شدید در طلوع خورشید که دارای رنگ‌های تند هستند فقط در چند دقیقه توسط خورشید تابیده شدند

طلوع خورشید یا برآمدن خورشید که به اشتباه طلوع آفتاب (آفتاب یعنی نور خورشید) نیز گفته می‌شود، لحظه‌ای است که لبهٔ بالایی خورشید در بالای خط افق در شرق (خاور) پدیدار می‌شود. به آن شروق، و نیزشبگیر، سحرگاه، خورخیز یا خورخاست نیز گفته می‌شود.
طلوع را نباید با سحرگاه (سپیده) اشتباه گرفت، که هنگامی است که آسمان شروع به روشن‌شدن می‌کند، اندکی پیش از آنکه خود خورشید نمایان شود، که با شفق پایان می‌گیرد. به دلیل اینکه شکست نور در جو باعث دیدن خورشید در حالی که هنوز در زیر افق است می‌شود، هر دوی طلوع و غروب از یک دیدگاه، خطای دید هستند.

## واژه‌شناسی
اگرچه به نظر می‌رسد خورشید از افق «طلوع» می‌کند، اما در واقع این حرکت زمین است که باعث ظهور خورشید می‌شود. توهم یک خورشید متحرک ناشی از قرار گرفتن ناظران زمین در یک دستگاه مرجع چرخان است. این حرکت ظاهری باعث شد که بسیاری از فرهنگ‌ها، اسطوره‌ها و مذاهب نظریه مبتنی بر الگوی زمین‌مرکزی داشته باشند، تا زمانی که ستاره‌شناس نیکلاس کوپرنیک در قرن شانزدهم نظریه خورشیدمرکزی خود را فرموله کرد.
معمار باکمینستر فولر عبارات «دید خورشید» و «آفتابگیر» را برای نشان دادن بهتر نظریه خورشیدمرکزی پیشنهاد کرد، اگرچه این اصطلاحات به زبان مشترک وارد نشده‌اند.
از دید نجومی، طلوع خورشید تنها برای یک لحظه رخ می‌دهد: لحظه‌ای که در آن اندام فوقانی خورشید مماس بر افق ظاهر می‌شود با این حال، اصطلاح طلوع خورشید معمولاً به دوره‌های زمانی قبل و بعد از این نقطه اشاره دارد:
- گرگ‌ومیش، دوره‌ای در صبح که در طی آن آسمان در حال روشن شدن است، اما خورشید هنوز قابل مشاهده نیست. آغاز گرگ‌ومیش صبح را سحر نجومی می‌گویند.
- دوره‌ای پس از طلوع خورشید که در طی آن هنوز رنگ‌های چشمگیر و اثرات جوی دیده می‌شود.

## اندازه‌گیری

### زاویه نسبت به افق

این نمودار از خورشید در طلوع (یا غروب خورشید) اثرات شکست اتمسفر را نشان می‌دهد.

مرحله طلوع خورشید که به طلوع کاذب معروف است در واقع قبل از رسیدن خورشید به افق اتفاق می‌افتد زیرا اتمسفر زمین تصویر خورشید را می‌شکند. در افق، میانگین میزان شکست ۳۴ دقیقه قوسی است، اگرچه این مقدار بر اساس شرایط جوی متفاوت است.
همچنین، برخلاف بسیاری از اندازه‌گیری‌های خورشیدی دیگر، طلوع خورشید زمانی رخ می‌دهد که اندام فوقانی خورشید، به جای مرکز آن، از افق عبور می‌کند. شعاع ظاهری خورشید در افق ۱۶ دقیقه قوسی است.
این دو زاویه با هم ترکیب می‌شوند تا طلوع خورشید را ایجاد کنند و زمانی رخ می‌دهد که مرکز خورشید ۵۰ دقیقه قوسی پایین‌تر از افق یا ۹۰٫۸۳ درجه از سرسو باشد.

### زمان روز

زمان طلوع خورشید در سال ۲۰۰۸ برای لیبرویل، گابن. در نزدیکی خط استوا، تغییرات زمان طلوع خورشید عمدتاً توسط تغییر معادله زمان کنترل می‌شود.

زمان طلوع خورشید در طول سال متفاوت است و همچنین تحت تأثیر طول و عرض جغرافیایی، فرازا و منطقه زمانی بیننده قرار می‌گیرد. این تغییرات توسط انحراف مداری زمین، چرخش روزانه زمین، حرکت انتقالی زمین، و چرخش‌های زوجی زمین و ماه به دور یکدیگر انجام می‌شود. از آنالما می‌توان برای پیش‌بینی تقریبی زمان طلوع خورشید استفاده کرد.
در اواخر زمستان و بهار، طلوع خورشید همان‌طور که از عرض‌های جغرافیایی معتدل دیده می‌شود، هر روز زودتر رخ می‌دهد و به اولین زمان خود در نزدیکی انقلاب تابستانی می‌رسد. اگرچه تاریخ دقیق بر اساس عرض جغرافیایی متفاوت است. پس از این نقطه، زمان طلوع خورشید هر روز دیرتر می‌شود و در نزدیکی انقلاب زمستانی به آخرین زمان خود می‌رسد. انحراف بین تاریخ انقلاب و اولین یا آخرین زمان طلوع خورشید ناشی از گریز از مرکز مدار زمین و انحراف مداری آن است و با آنالما توصیف می‌شود که می‌توان از آن برای پیش‌بینی تاریخ‌ها استفاده کرد.
تغییرات در شکست اتمسفر می‌تواند زمان طلوع خورشید را با تغییر موقعیت ظاهری آن تغییر دهد. در نزدیکی قطب‌ها، تغییرات زمان روز مبالغه آمیز است، زیرا خورشید با زاویه‌ای بسیار کم از افق عبور می‌کند و بنابراین کندتر طلوع می‌کند.
محاسبه انکسار اتمسفر و اندازه‌گیری از لبه جلویی، میانگین طول روز را نسبت به شب کمی افزایش می‌دهد. با این حال، معادله طلوع خورشید، که برای استخراج زمان طلوع و غروب خورشید استفاده می‌شود، از مرکز فیزیکی خورشید برای محاسبه استفاده می‌کند و از شکست اتمسفر و زاویه غیرِصفری که توسط دیسک خورشیدی فرورفته است، استفاده می‌کند.

### موقعیت در افق
نادیده گرفتن اثرات شکست و اندازه غیر صفر خورشید، هر زمان که طلوع خورشید رخ دهد، در مناطق معتدل همیشه در ربع شمال شرقی از اعتدال بهاری تا اعتدال پاییزی و در ربع جنوب شرقی از اعتدال پاییزی تا اعتدال بهاری است. طلوع خورشید تقریباً در شرق در اعتدال بهاری و پاییزی برای همه بینندگان روی زمین رخ می‌دهد. محاسبات دقیق آزیموت‌ها طلوع خورشید در تاریخ‌های دیگر پیچیده‌است، اما می‌توان آن‌ها را با دقت معقول با استفاده از آنالما تخمین زد.
شکل سمت راست با استفاده از روال هندسه خورشیدی به شرح زیر است:
1. برای عرض جغرافیایی معین و تاریخ معین، انحراف خورشید را با استفاده از {\displaystyle 0^{\circ }} محاسبه کنید، طول جغرافیایی و زمان ظهر خورشیدی به عنوان ورودی‌های روال.
2. زاویه ساعت طلوع خورشید را با استفاده از معادله طلوع خورشید محاسبه کنید.
3. زمان طلوع خورشید را محاسبه کنید، که زمان ظهر خورشیدی منهای زاویه ساعت طلوع خورشید بر حسب درجه تقسیم بر ۱۵ است.
4. از زمان طلوع خورشید به عنوان ورودی روال هندسه خورشیدی استفاده کنید تا زاویه آزیموت خورشیدی در طلوع خورشید را به‌دست آورید.

## نگارخانه

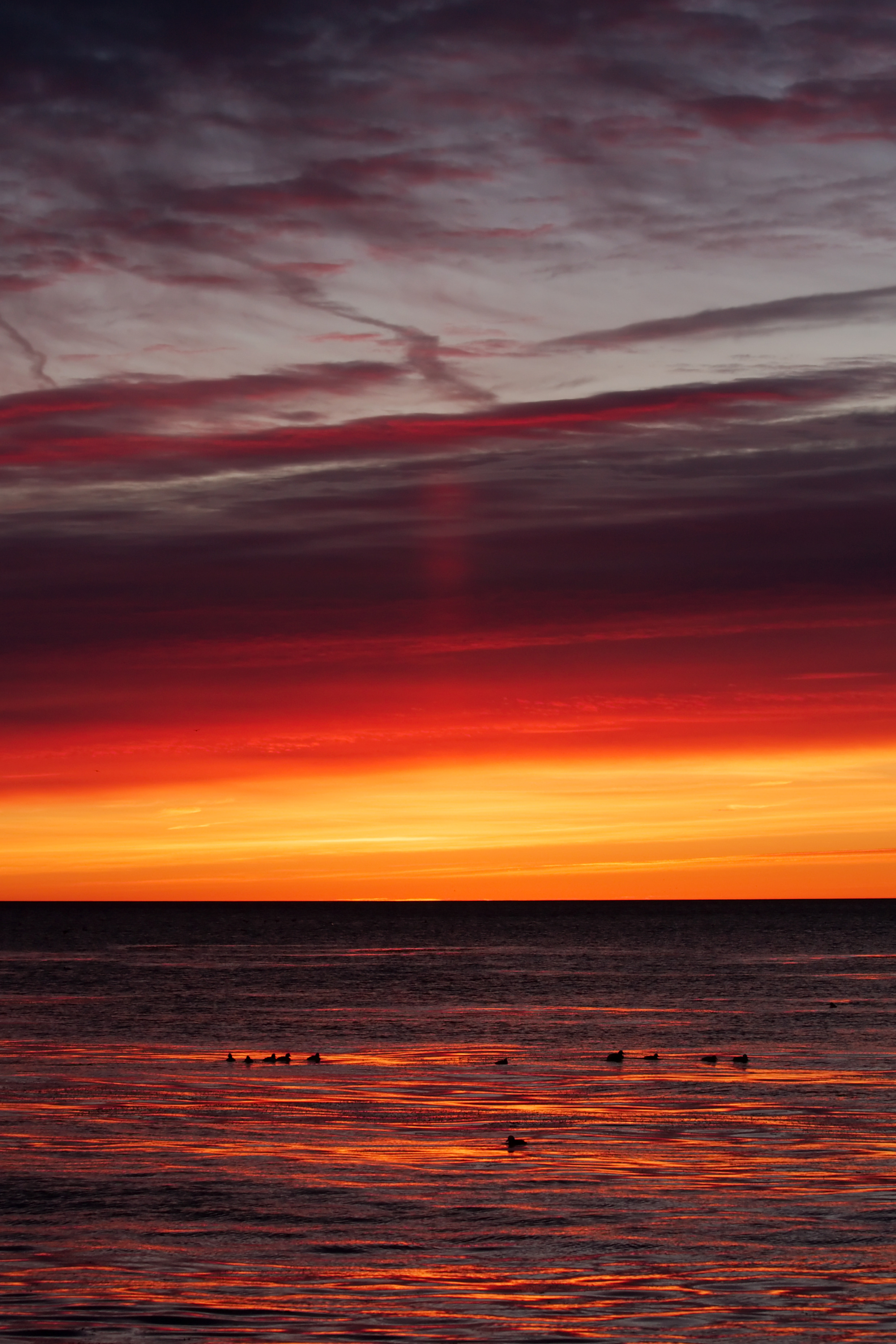
طلوع خورشید در ساحل دریاچه میشیگان، میلواکی واقع در ایالت ویسکانسین
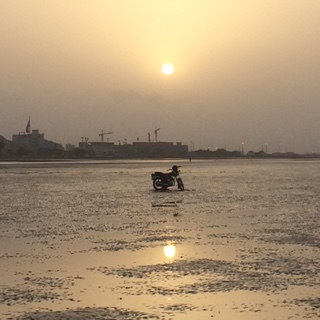
طلوع خورشید در خلیج فارس
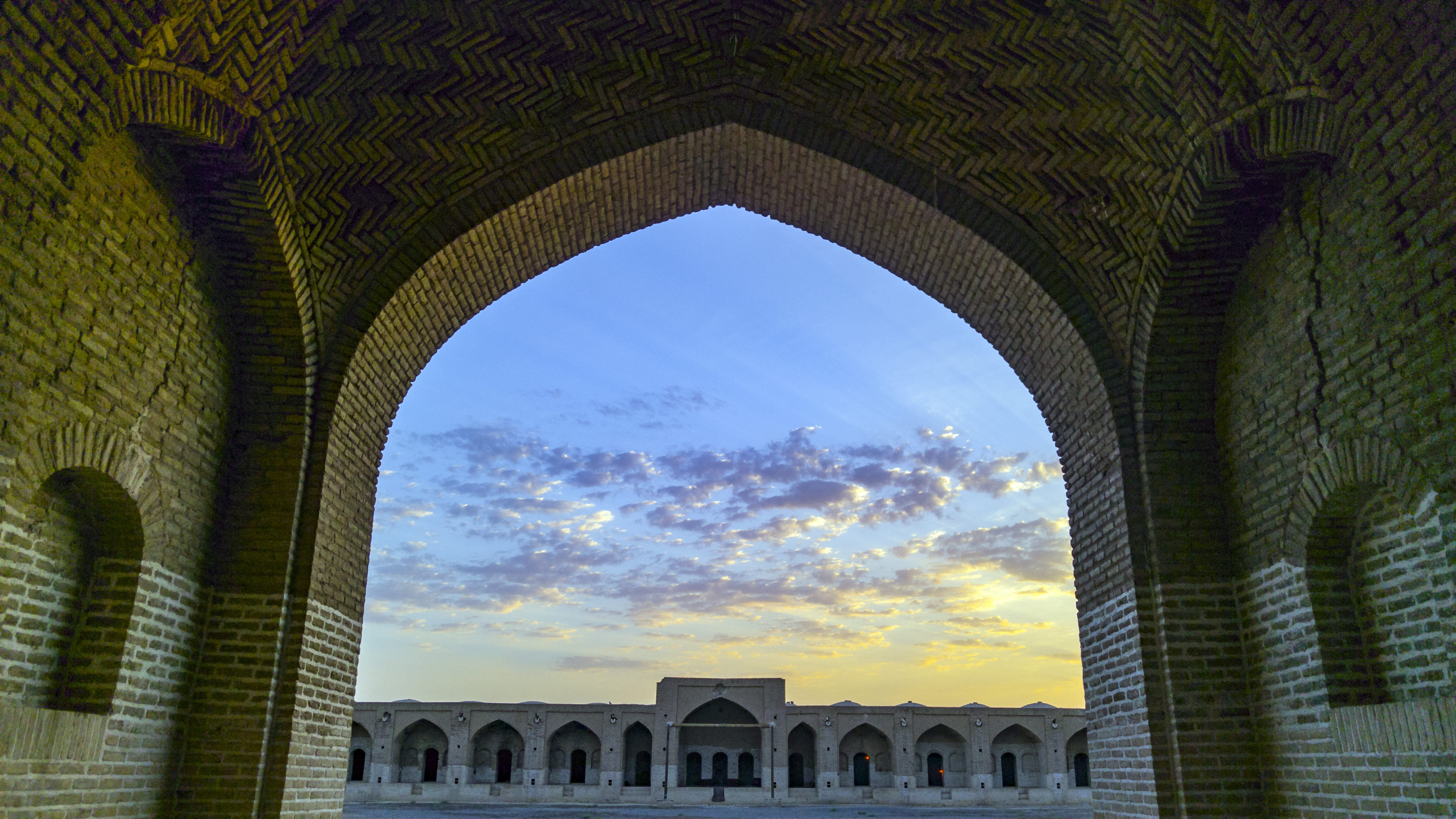
لحظات ابتدایی طلوع آفتاب کاروانسرای دیر گچین